# 長湴駅
長湴駅（ちょうはんえき）は中華人民共和国広東省広州市黄埔区天源路、長湴村の北側にある広州地下鉄6号線の駅である。

## 駅構造

### のりば
| 番線 | 路線            | 方面                                  | 行先        |
| ---- | --------------- | ------------------------------------- | ----------- |
|      | 広州地下鉄6号線 | 東山口・海珠広場・一徳路・如意坊 方面 | 潯峰崗 行き |
|      | 広州地下鉄6号線 | 高塘石・暹崗・蘇元・蘿崗 方面         | 香雪 行き   |

## 歴史
- 2016年12月28日 - 開業。

## 隣の駅
広州地下鉄
■6号線
天河バスターミナル駅 - 長湴駅 - 植物園駅